# Ostallgäuer Gleitschirmflieger
Der Ostallgäuer Gleitschirmflieger e. V. ist ein Sportverein für Gleitschirmflieger aus Schwangau. Der Verein hat über 440 Mitglieder (Stand 01/2025).

## Geschichte
Am 24. Januar 1984 gründeten 29 Drachenflieger den Verein „Ostallgäuer Drachenflieger Marktoberdorf e.V.“. Später gesellten sich auch Gleitschirmflieger zu den Drachenfliegern, sodass er dann einige Jahrzehnte den Namen „Ostallgäuer Drachen- und Gleitschirmflieger Marktoberdorf e.V.“ führte.
Unter den aktiven Mitgliedern sind inzwischen fast ausschließlich Gleitschirmflieger. Im Frühjahr 2019 benannte man sich daher um in „Ostallgäuer Gleitschirmflieger e.V.“, und der Sitz wurde von Marktoberdorf nach Schwangau verlegt.

## Fluggebiete
Die Fluggebiete am Sitz des Vereins sind der Breitenberg in Pfronten, der Tegelberg in Schwangau und der Buchenberg in Halblech-Buching. Geländehalter sind am Breitenberg die Gemeinde Pfronten und am Tegel- und Buchenberg die Tegelbergbahn.

## Ostallgäu-Cup
Aus dem traditionellen Wettkampf der Gleitschirmflieger um den Breitenbergpokal, der jahrzehntelang zwischen dem lokalen Verein Stratos und den Mitgliedern der Drachen- und Gleitschirmflieger aus Marktoberdorf stattfand, ging 2018 der Ostallgäu-Cup hervor, der von den Ostallgäuer Gleitschirmfliegern veranstaltet wird und an dem auch weitere benachbarte Vereine teilnehmen.

## Sportliche Erfolge
Im Herbst 2018 ist der Verein von der zweiten in die erste Bundesliga der 18 besten von 310 Vereinen des DHV aufgestiegen.